# Хумана популација
Хумане популације представљају скупове јединки исте врсте на истом станишту у којима се истовремено одвијају процеси наслеђивања и варијабилности. Оне су основне еволуционе јединице. Хумане популације карактерише: генетичка структура, полиморфност, динамичност и узајамни однос - интеракција са средином.

## Структура популације
У свакој популацији је могуће генетички препознати и дефинисати њену специфичну генетичку структуру. Њу карактерише особена учесталост или фреквенција гена (алела), тј. особина којом се испољавају.
Промене условљене прилагођавањем на услове средине предмет су еколошке, а опсервација кроз временски период - еволуционе генетике.
Својства која пратимо, кроз променљивост и наследност могу бити јако сложена - квантитативна - под контролом већег броја гена (полигенска), као нпр. адаптивна вредност организма (фертилност, брзина развоја, отпорност на неповољне факторе средине, животни век) или квалитативна (моногенска, олигогенска) које је пратио Г. Мендел у својим експериментима.

## Варирање квантитативних особина
Квантитативне (метричке) особине јединке могу варирати на различите начине у различитим популацијама, што експлорира и међусобне генетичке разлике. То је комплекс - веома захтеван, тешко објашњив и за варијационо статистичке методе утврђивања, а за мале разлике у величинама и „параметрима“ варијационих низова испитиваних особина (СД). То је зато што се разлике могу приписивати генетичким факторима једино у идентичним условима средине посматраних популација. Ово експлицира да разлике настају и услед утицаја фактора средине на експресију појединих особина или својстава.

## Варирање квалитативних особина
Анализа варијација „квалитативних“ особина је погоднији начин за утврђивање разлика и сличности између популација. Оне су под контролом једног или малог броја генских локуса.
У основи разумевања композиције популације, њиховог интерреаговања унутар генских и сила средине, су и хромозомски реаранжмани (инверзије, транслокације) које због "блока crossingovera" реагују као комплети гена ("супер гени").
Изузетно само код извесних група организама (инсекти) хромозомски полиморфизам је изражен па се њихове индивидуалне разлике могу описати у хромозомским комбинацијама.

## Генетичка равнотежа популације
Логички је и разумно за очекивати да доминантне карактеристике расту у популацији на рачун рецесивних. Три четвртине наследника два хетерозигота имаће доминантну карактеристику, а само једна четвртина рецесивну. То указује на то да би убрзо скоро сви у популацији имали доминантну карактеристику. 

У великој, насумице укрштаној (панмиксичној) популацији, у којој нема узнемиравања спољашње утицајне доминантне карактеристике, не увећава се фреквенција на рачун рецесивне.
Резултат је тај да у таквој популацији однос различитих генотипа остаје константан кроз генерације. То је познато као Харди-Вајнбергов принцип. То је један од основних принципа хумане генетике: требало би да популације одржавају исту генетичку равнотежу из генерације у генерацију.

### Фактори који ремете Х-В еквилибријум
„Идеална популација“ је велика, панмиксична, без нових мутација и без селекције - „затворена“.
Значи, Х-В модел је практично теоријска апроксимација јер природне популације нису никада поштеђене тежње фактора за променом фреквенција алела. Сваки је и потенцијални еволуциони фактор. 

У природи, Х-В еквилибријум нарушава постојање неких незаобилазних фактора природе, утичући или на дистрибуцију или на промену фреквенције гена. Полазећи од панмиксије у популацији и Менделових закона, Х-В принцип говори: ако је позната фреквенција алела, могуће је и математички одређивати фреквенцију генотипа, док еквилибријум говори да ће се једно и друго одржавати само у „идеалним условима“.
Панмиксија (пан - опште; миксис - мешање) је основни предуслов одржавања генетичке равнотеже популација.

##### Асортативно укрштање генотипова
- позитивно (и инбридинг) је чешће парење јединки у већем степену сродства него у просечном пару популације. Оно повећава удео хомозигота.
- негативно (и аутбридинг) је генотипско асортативно укрштање чешће код јединки у даљем степену сродства (родбински удаљене јединке). Повећава се удео хетерозигота.

##### Асортативно укрштање фенотипова
- позитивно фенотипско укрштање (или само асортативно укрштање) је између јединки сличних фенотипова (јединки сличне интелигенције, висине, изгледа, слепих, глувих) што увећава пропорцију хомозигота.
- негативно (дисортативно) фенотипско укрштање се јавља када у популацији важи већа вероватноћа укрштања две јединке различитих фенотипова него само на основу случајности. Остварује већи удео хетерозигота.

#### Селекција
Селекција је израз у адаптивној вредности која постоји међу јединкама популације, као релативни допринос (већи број потомака) генетичкој структури следећих генерација. Адаптивна вредност (W) је неопходна за квантитативно изражавање како селекција мења структуру популације. Значи, познавањем адаптивне вредности прецизно се дефинише селекциони коефицијент (S). Коефицијент селекције је степен смањења адаптивне вредности одређених генотипова у односу на стандардни, установљен за сваку популацију у датом временском периоду. 

Адаптивна вредност је један од аспеката фенотипова у скали од 1 (S=0), када су у питању генотипови који у највећем степену доприносе генетичкој структури следећих генерација, до 0 (S=1) око које се групишу генотипови стерилних јединки или генотипови који садрже леталне генске алеле. 

Суштина генетичке теорије природне селекције је статистичка природа стопе релативног преживљавања јединки, генотипова или алтернативних генских алела. 
{\displaystyle W+S=1}
Селекција је најефикаснија када су генске фреквенције интермедијалне. Веома чест облик деловања селекције у природи је фаворизовање хетерозиготних комбинација алела у односу на хомозиготне. Уједно, она је најраспрострањенији облик који доводи до промена у генетичкој структури популације.
У природи, као негативна селекција она јединкама са одређеним карактеристикама умањује биолошку (генетичку, репродуктивну) способност. те јединке немају толико потомака као индивидуе без те карактеристике у истој популацији. У одсуству миграција то води ка смањењу фреквенције мутираних гена. 

Може бити и у супротном смеру када се репродуктивна способност преживљавања повећава (хетерозиготна предност).
Код вештачке селекције, услов преживљавања или разножавања или обоје, кроз избор гена у домену је човекове воље.